# Matt Bonner
Matthew Robert Bonner (* 5. April 1980 in Concord, New Hampshire) ist ein ehemaliger US-amerikanischer Basketballspieler, der von 2004 bis 2016 in der NBA aktiv war, davon zehn Jahre lang für die San Antonio Spurs. Sein Spitzname „Red Rocket“ steht im Zusammenhang mit seinen roten Haaren. Bonners Spezialität war der Dreipunkte-Wurf; durch seine 2,08 Meter zählte er zu den besten „Big-Man“-Dreierschützen der Liga.

## NBA-Karriere
Bonner wurde im NBA Draft 2003 in der zweiten Runde von den Chicago Bulls ausgewählt, nachdem er die University of Florida besuchte. Bevor er jedoch in die NBA wechselte, spielte Bonner für eine Saison in der italienischen Lega Basket Serie A für Pallacanestro Sicilia Messina.
Er war anschließend zwei Saisons für die Toronto Raptors aktiv. Ab 2006 spielte er für die San Antonio Spurs, mit denen er in der Saison 2006/07 NBA-Meister werden konnte. Im Juni 2014 gewann Bonner seinen zweiten Titel mit den Spurs. Er war einer der beliebtesten Spieler der Spurs und gehörte zu den Fan-Lieblingen. 
Nachdem Bonner zuletzt in der Saison 2015/16 für die Spurs aufgelaufen war, erklärte er im Januar 2017 seinen Rücktritt.

## Persönliches
Matt Bonner ist mit Nadia Bonner verheiratet; er kennt sie aus seiner Zeit in Toronto. Sie haben zwei Kinder, Evangeline-Vesper (* 2009) und August (* 2012). Matts jüngerer Bruder Luke ist auch professioneller Basketballspieler. Die beiden haben ein sehr gutes Verhältnis und Luke war der Trauzeuge bei der Hochzeit seines Bruders. 
Bonner ist momentan der Basketballspieler mit dem besten Schulabschluss (Notendurchschnitt) der University of Florida; dieser Beträgt 3,96 GPA.